# 発覚
| ウィキペディアには「発覚」という見出しの百科事典記事はありません（タイトルに「発覚」を含むページの一覧/「発覚」で始まるページの一覧）。 代わりにウィクショナリーのページ「発覚」が役に立つかもしれません。 |